# عملیات اورلرد
عملیات اُوِرلُرد (به انگلیسی: Operation Overlord) نام رمزی نبرد نرماندی یکی از نبردهای جنگ جهانی دوم است. در این نبرد نیروهای متفقین در ۶ ژوئن ۱۹۴۴ در کرانه نرماندی پیاده شدند و به آزادسازی فرانسه از نیروهای آلمان پرداختند. این نبرد، بزرگترین عملیات آبی خاکی تاریخ محسوب می‌شود. این نبرد به شکست آلمان در جبهه نرماندی انجامید.
در این عملیات، حمله هوایی با ۱۲۰۰ هواپیما، با عملیات آبی-خاکی بیش از ۵۰۰۰ قایق و کشتی دنبال شد و حدود ۱۶۰ هزار نیروی نظامی از کانال مانش گذشتند و وارد فرانسه شدند. تعداد نیروها در فرانسه به بیش از دو میلیون نفر در انتهای اوت رسید.
روزولت و چرچیل در کنفرانس ترایدنت در واشینگتن در می ۱۹۴۳ بر انجام این عملیات توافق کرده بودند و ژنرال دوایت آیزنهاور به عنوان فرمانده کل عملیات و ژنرال برنارد مونتگومری به عنوان فرمانده نیروهای زمینی شرکت‌کننده در عملیات انتخاب شده بود. ساحل نرماندی برای عملیات انتخاب شده بود و قسمت‌های با نام رمز یوتا و اوماها به آمریکایی‌ها و قسمت‌های با نام رمز شمشیر و طلا به بریتانیایی‌ها و قسمتی با نام رمز جونو نیز به کانادایی‌ها محول شده بود. برای این عملیات تکنولوژی‌های خاصی توسعه یافته بودند، از جمله دو بندر موقت، موسوم به «مالبری» (توت) و تانک‌های مخصوص.